# Heřman Cron
Heřman Cron (16. června 1863 Nový Bydžov – 10. dubna 1940 Praha) byl český chemik, cukrovarník, hospodář a spolkový činitel. Proslul zejména jako dlouholetý ředitel cukrovaru v Dobrovici a dalších průmyslových provozů na panství šlechtického rodu Thurn-Taxisů a cukrovarnický odborník.

## Život

### Mládí
Narodil se v Novém Bydžově do rodiny ředitele cukrovaru, v regionu s vznikající cukrovarnickou tradicí. Vystudoval pražskou reálku a dále obor chemie na Polytechnickém ústavu v Praze. Po ukončení studia koncem 80. let 19. století začal pracovat jako chemik v cukrovaru v Čakovicích nedaleko Prahy u firmy Schöller & Co..

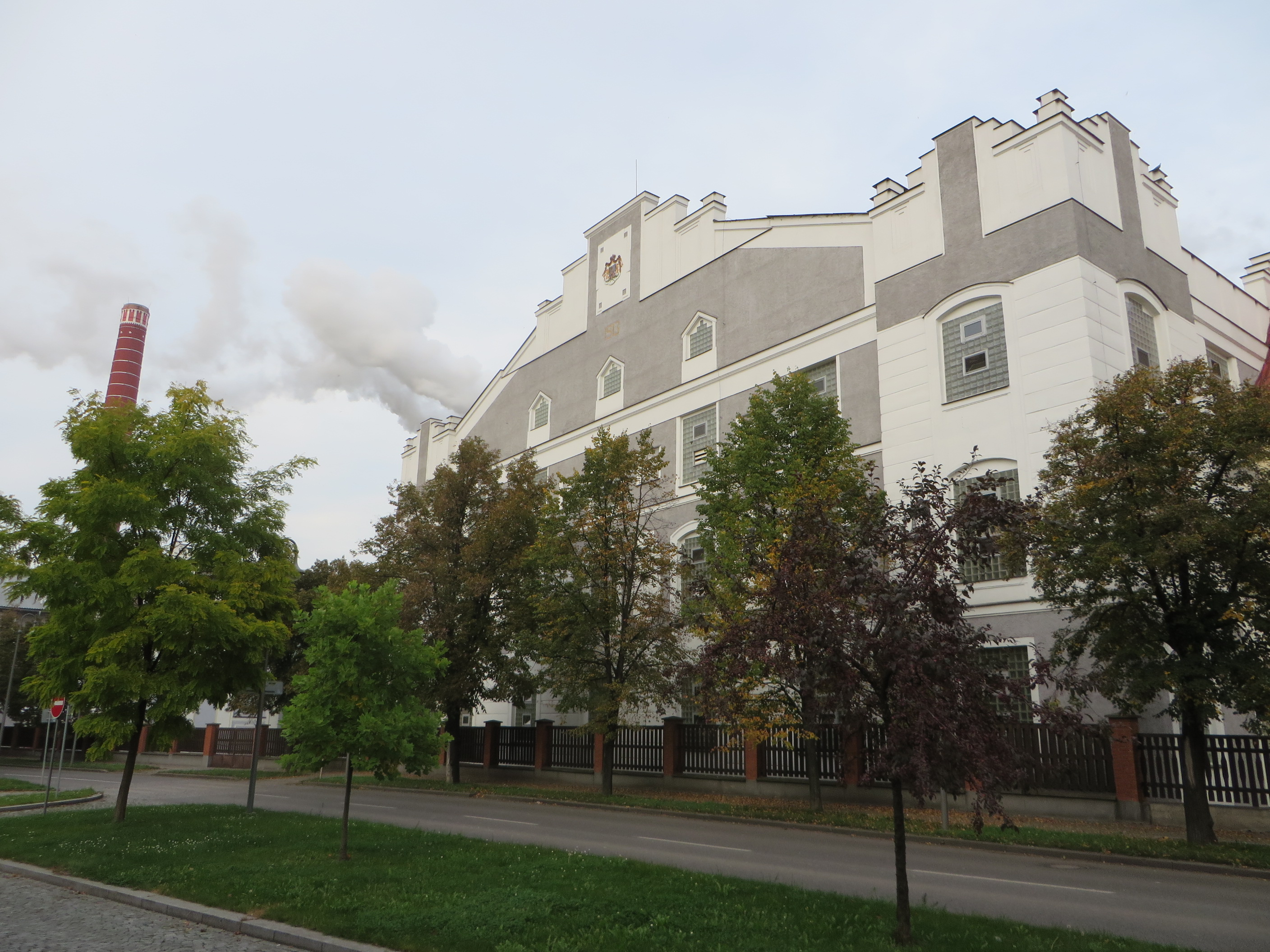
Cukrovar v Dobrovici

Cron roku 1891 místo opustil a odešel pracovat do jiných cukrovarů: cukrovar Úžice u Neratovic v majetku Davida Blocha, cukrovar v Kostelci nad Labem, kde se podílel na stavbě tzv. suché rafinérie, cukrovar Heille & Dittrich v Havrani u Mostu, poté nastoupil na pozici ředitele cukrovaru v Kostelci. Od ledna 1910 pak nastoupil jako ředitel rozsáhlého moderního cukrovaru v Dobrovici u Mladé Boleslavi v majetku rodu Thurn-Taxisů. Závod vedl Cron úspěšně, výroba byla rozšiřována, posléze se také stal správcem dalších průmyslových podniků na celém dobrovickém panství. Vedl a modernizoval cukrovarské, lihovarské a pivovarské provozy, zaváděl nové zemědělské a hospodářské postupy, vybudoval mimo jiné i semenářskou stanici pro setí cukrové řepy v Semčicích u Dobrovice.
Za svou kariéru působil Heřman Cron v řadě cukrovarnických oborových organizací a spolků: Svazu českých cukrovarnických agentur penzijního ústavu cukrovarnického, Společenstvu cukrovarů pro Čechy a Moravu, Asekuračním spolku průmyslu cukrovarnického, Společnosti pro pěstění řepného semene či Výzkumném ústavu cukrovarnickém. V roce 1911 se stal členem Ústředního spolku československého průmyslu cukrovarnického, v této organizaci dosáhl roku 1919 funkce místopředsedy a roku 1927 předsedy.

### Úmrtí

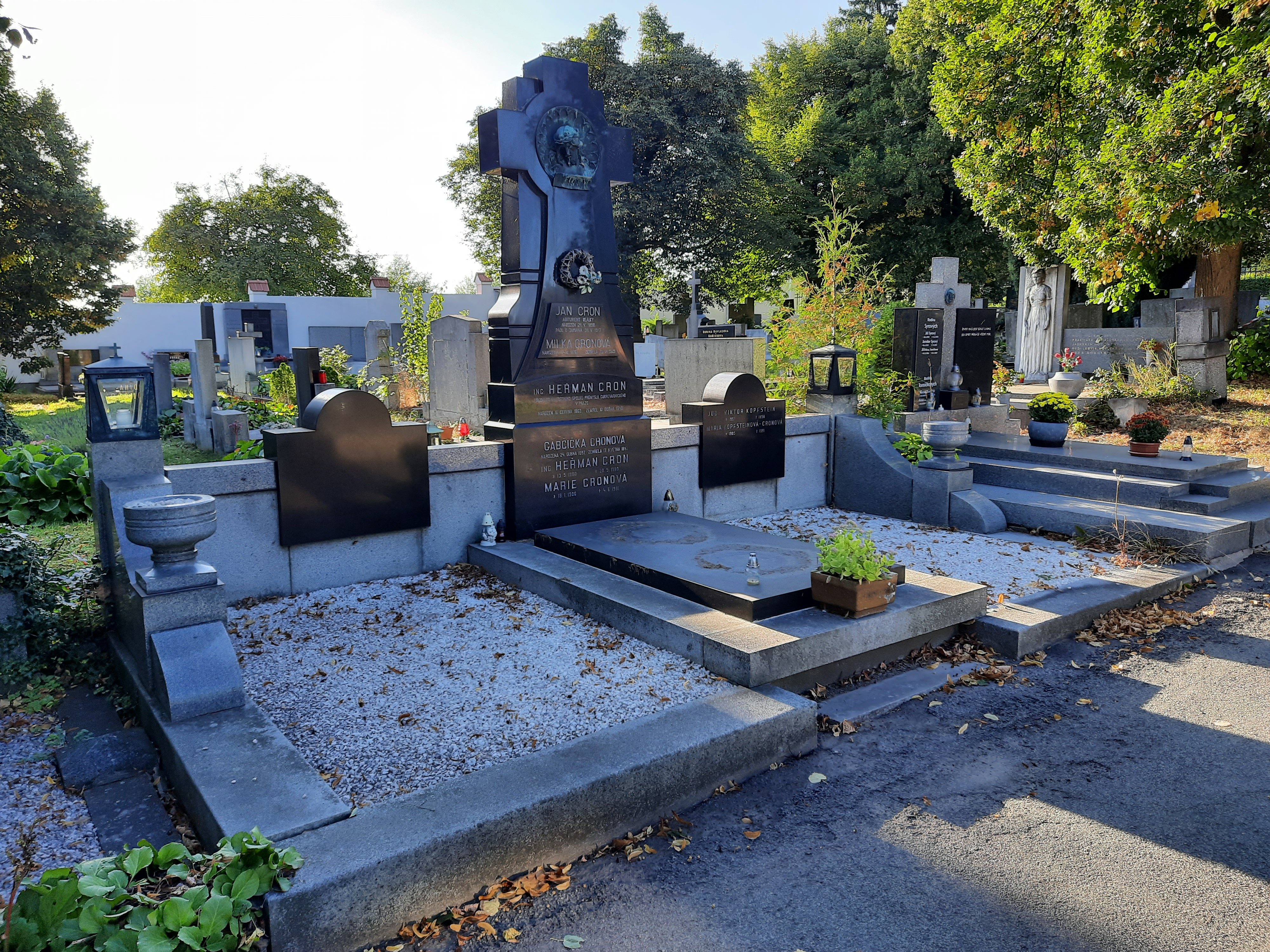
Hrobka rodiny Heřmana Crona na hřbitově v Dobrovici

Heřman Cron zemřel v Praze 10. dubna 1940 ve věku 76 let a byl pohřben na hřbitově v Dobrovici. Jeho pohřeb se stal společenskou událostí, vedle oborových činitelů se jej zúčastnila také velká část ministerských členů protektorátní vlády včetně premiéra Aloise Eliáše.